# Skowiatyn
Skowiatyn – wieś na Ukrainie w rejonie czortkowskim należącym do obwodu tarnopolskiego.
W czasie okupacji niemieckiej mieszkająca tutaj ukraińska rodzina Wasilciwów ukrywała pięcioro Żydów z rodziny Fridmanów. W 1998 roku Instytut Jad Waszem uhonorował za to tytułami Sprawiedliwych wśród Narodów Świata Teodora i Mariję Wasilciwów oraz ich córkę Karołynę.